# Charles Groves
Pour les articles homonymes, voir Groves.
Sir Charles Barnard Groves (Londres 10 mars 1915 - Londres 20 juin 1992) est un chef d'orchestre britannique. Il est connu pour l'étendue de son répertoire et pour ses actions d'encouragement en faveur des compositeurs contemporains et des jeunes chefs.

## Biographie
Après avoir occupé divers postes, dirigé différents orchestres et travaillé en studio pour la BBC, Groves est devenu pendant dix ans chef de l'Orchestre symphonique de Bournemouth. Sa période de direction la plus connue est celle qui l'a vu à la tête de l'Orchestre philharmonique royal de Liverpool, à partir de 1963. C'est pendant cette période qu'il a effectué la plupart de ses enregistrements. De 1967 à sa mort, Groves a été le chef associé de l'Orchestre philharmonique royal, et dans les années 1970, il a été un des chefs régulièrement invités aux Last Night of the Proms. Il a aussi été nommé président de l'Orchestre national des jeunes de Grande-Bretagne (en) à partir de 1977, et, durant la dernière décennie de sa vie, il a été invité à diriger des orchestres renommés aux quatre coins de la planète.
Groves est né à Londres, fils unique de Frederick Groves et Annie (née Whitehead). Il a été élève de l' école de la cathédrale Saint-Paul (en) (où aujourd'hui une maison porte son nom), chantant dans le chœur de la Cathédrale et, à partir de l'âge de 13 ans, étudiant le piano et l'orgue.
La musique a été très importante pour lui, car il est devenu orphelin à l'âge de 13 ans – son père est décédé en 1921 des suites des blessures reçues lors de la Première Guerre mondiale et sa mère est décédée quatre ans plus tard.